# Hwabuk-myeon, Sangju
Hwabuk-myeon (koreanska: 화북면) är en socken i den centrala delen av Sydkorea,  140 km sydost om huvudstaden Seoul. Den ligger i kommunen Sangju i provinsen Norra Gyeongsang.